# Alexander Kunja
Alexander Kunja (* 1969 in Berlin) ist ein deutscher Drehbuchautor, Regisseur und Dramaturg.

## Leben
Kunja absolvierte ein Studium an der Hochschule für Fernsehen und Film München. Hinzu kamen Gaststudien an der Hochschule für Film und Fernsehen Babelsberg „Konrad Wolf“ in Potsdam und an der Deutschen Film- und Fernsehakademie Berlin sowie Seminare an der Kaskeline-Film-Akademie, bei Bazon Brock, Peter Przygodda, Günter Reisch, John Costopoulos, Doris Dörrie und anderen. Von 1992 bis 1993 war er als Produktions- und Aufnahmeleiter sowie als Regieassistent tätig. 1997 gründete er in Berlin die Produktionsfirma Zitro Film.

## Filmografie (Auswahl)
- 1990: ... und mit einem Mal ist es leer! (Regie und Drehbuch)
- 1991: Drittes Auge (Regie und Drehbuch)
- 1993: Vehlefanz (Regie und Drehbuch)
- 1993: Der Knappe des Kreuzes (Regie)
- 1994: Schwester Eva-Maria greift ein! (Regie und Drehbuch)
- 1999: kiss me! (Regie und Drehbuch)
- 2000: Niemandsland – Eine wahre Geschichte (Regie und Drehbuch)
- 2003: Alles wegen mir (Regie und Drehbuch)
- 2009: Am Horizont (Drehbuch)
- 2014: Die Farm-Hall-Protokolle (Drehbuch)

## Ehrungen
- FBW-Prädikat „wertvoll“ für Vehlefanz
- FBW-Prädikat „wertvoll“ für kiss me!
- energia-Drehbuchpreis für Niemandsland – Eine wahre Geschichte (Nominierung)
- 2010: Deutscher Drehbuchpreis für Am Horizont (Vorschlag)
- 2015: Deutscher Drehbuchpreis 2015 für Die Farm-Hall-Protokolle (Vorschlag)